# Rukkelingen-aan-de-Jeker
Rukkelingen-aan-de-Jeker (Frans: Roclenge-sur-Geer, Waals: Roclindje-so-Djer) is een deelgemeente van de Waalse gemeente Bitsingen (Bassenge) in de provincie Luik. Het was tot 1 januari 1977 een zelfstandige gemeente.

## Etymologie
Rukkelingen werd voor het eerst vermeld in 1147, als Rocelinges.

## Geschiedenis
Te Rukkelingen werden prehistorische voorwerpen gemaakt van vuursteen gevonden.
In de middeleeuwen was Rukkelingen een heerlijkheid die toebehoorde aan het kapittel van de Sint-Janskerk van Luik. Van 1016 tot 1315 had de graaf van Loon het gezag over de lokale kerk.
Rukkelingen kende in het verleden een nijverheid van strovlechterij en strohoedenfabricage. Sinds 1934 heeft er aan de Rue de l'Église een museum bestaan waarin kunstwerken in gevlochten stro werden uitgestald. Dit museum bestaat niet meer, maar de geschiedenis van de strovlechterij wordt nog wel getoond in het huidige Musée d'Eben te Eben-Emael.
Vanaf 1893 liep tramlijn 484 door het dorp. De lijn kwam over de doorgaande weg vanaf het beginpunt in Glaaien. In het dorp ging de lijn over de Rue du Pont en liep via Rue des Peupliers verder door het Jekerdal naar Maastricht. In het dorp waren drie tramhaltes: Rukkelingen molen, Rukkelingen postkantoor en Rukkelingen broer. Tijdens de Tweede Wereldoorlog werd deze tramlijn opgeheven.
Tot 1963 behoorde Rukkelingen-aan-de-Jeker tot de provincie Limburg. Na het vaststellen van de taalgrens werd de toenmalige gemeente Rukkelingen overgeheveld naar de provincie Luik in Wallonië. In 1977 ging de gemeente Rukkelingen op in de gemeente Bitsingen, net als Boirs, Eben-Emael, Glaaien en Wonck.

## Demografische ontwikkeling
- Bronnen:NIS, Opm:1831 tot en met 1970=volkstellingen, 1976= inwoneraantal op 31 december

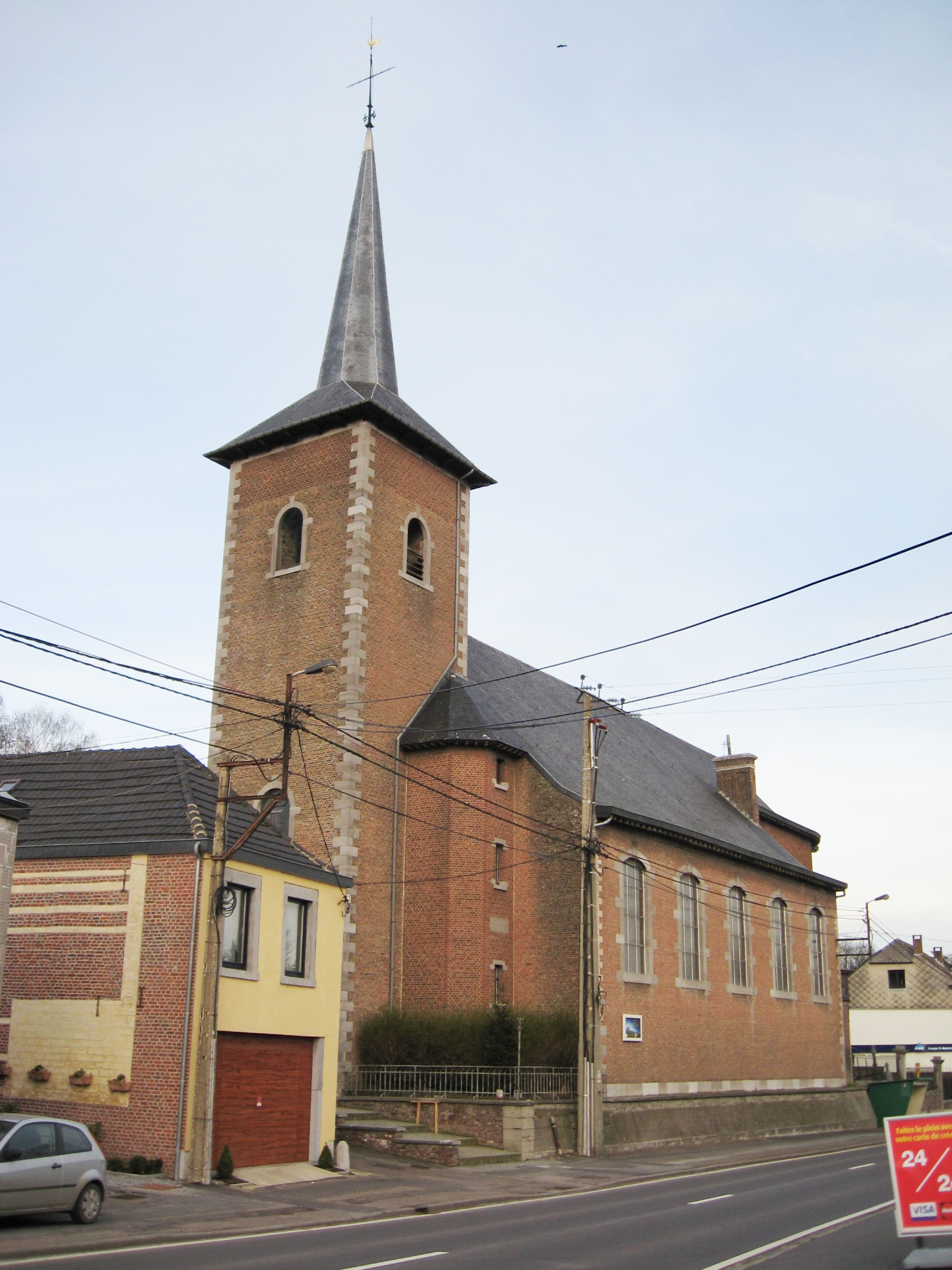
De Sint-Remigiuskerk

## Natuur en landschap
Rukkelingen ligt in de vallei van de Jeker. De kerk ligt op 75 meter hoogte. Links en rechts van het dal ligt het open landschap van droog-Haspengouw.

## Bezienswaardigheden
- De Sint-Remigiuskerk
- De Grand'Place met het voormalig gemeentehuis van 1874 in neoclassicistische stijl, oude linden, monument voor de gevallenen en een muziekkiosk.

## Bekende inwoners
Rukkelingen-aan-de-Jeker is de geboorteplaats van schrijver Conrad Detrez.

## Nabijgelegen kernen
Bitsingen (Bassenge), Boirs, Elst, Millen, Houtain-Saint-Siméon, Slins
Deelgemeenten: Bitsingen · Boirs · Eben-Emael · Glaaien · Rukkelingen-aan-de-Jeker · Wonck

Gehucht: Lava

Belgische gemeenten · arrondissement Luik · provincie Luik · Wallonië